# Lepidocolaptes affinis
Lepidocolaptes affinis е вид птица от семейство Furnariidae.

## Разпространение
Видът е разпространен в Гватемала, Коста Рика, Мексико, Никарагуа, Панама, Салвадор и Хондурас.